# Списак добитника Нобелове награде из Данске
Нобелова награда је престижна међународна награда која се сваке године додељује за изузетна научна истраживања, револуционарне изуме или значајан допринос култури и развоју друштва у областима хемије, физике, физиологије и медицине, економије, књижевности и мира. Сваки добитник Нобелове награде добија златну медаљу, диплому и новчани износ који се сваке године одређује од стране фондације Алфреда Нобела.
Нобелове награде додељују четири институције: Шведска краљевска академија наука (хемија, физика и економија), Шведска академија (књижевност), Нобелова скупштина Краљевског института (физиологија и медицина) и Норвешки Нобелов комитет (награда за мир). Сваке године одговарајући Нобелови комитети шаљу појединачне позиве хиљадама научника, академика и универзитетских професора из различитих земаља са молбом да предложе кандидате за Нобелове награде за наредну годину. Кандидати се бирају тако да међу номинованима буду заступљени представници што већег броја земаља и универзитета. Нобелове награде, осим награде за мир, уручују се у Стокхолму на годишњој церемонији доделе која се одржава на годишњицу Нобелове смрти, 10. децембра. Церемонија доделе награда у Шведској одржава се у Концертној дворани у Стокхолму, а одмах након ње у Стокхолмској градској кући приређује се Нобелов банкет. Раније је церемонија доделе Нобелове награде за мир одржавана у Норвешком Нобеловом институту (1905—1946) и у свечаној сали Универзитета у Ослу (1947—1989), а од 1990. године до данас одржава се у градској већници у Ослу. Кулминација церемоније доделе Нобелове награде у Стокхолму је тренутак када сваки лауреат излази напред и добија награду из руку краља Шведске. У Ослу председник Норвешког Нобеловог комитета уручује Нобелову награду за мир у присуству краља Норвешке и норвешке краљевске породице.
Награда је први пут установљена 1901. године, а закључно са 2024. годином Нобелову награду добило је 14 држављана Данског краљевства, и то по три у областима физике и књижевности, пет у физиологији и медицини, две у хемији и једну награду за мир. Списак лауреата из Данске састављен је на основу званичних докумената Нобеловог комитета и као националан се сматра у многим данским изворима. У списак су укључени лауреати који су у тренутку доделе награде имали држављанство краљевства или су били пореклом из њега. Први међу њима био је Нилс Риберг Финсен, који је 1903. године добио награду у области физиологије и медицине, а последњи Мортен Петер Мелдал, један од лауреата за хемију 2022. године.

## Лауреати
| Бр. | Година | Фотографија               | Лауреат                                  | Област                 | Образложење | Напомена                                                          | Реф.   |
| --- | ------ | ------------------------- | ---------------------------------------- | ---------------------- | --- | ----------------------------------------------------------------- | ------ |
| 1.  | 1903.  | Нильс Рюберг Финзен       | Нилс Риберг Финсен (1860—1904)           | физиологија и медицина | У знак признања његових заслуга у лечењу болести, посебно обичног (туберкулозног) лупуса, помоћу концентрисаног светлосног зрачења, чиме је отворио нови правац у медицинској науци. | [ в ]                                                             | [ 14 ] |
| 2.  | 1908.  | Фредерик Байер            | Фредерик Бајер (1837—1922)               | мир                    | За њихов дугогодишњи рад на добробит мира као политичари, лидери мировних друштава, беседника и аутора.                                                                              | Награда је подељена са Класом Понтусом Арнолдсоном.               | [ 15 ] |
| 3.  | 1917.  | Карл Адольф Гьеллеруп     | Карл Адолф Гјелеруп (1857—1919)          | књижевност             | За разноврсно поетско стваралаштво и узвишене идеале. | —                                                                 | [ 16 ] |
| 4.  | 1917.  | Хенрик Понтоппидан        | Хенрик Понтопидан (1857—1943)            | књижевност             | За веродостојан опис савременог живота у Данској. | —                                                                 | [ 16 ] |
| 5.  | 1920.  | Шек Август Стинберг Крог  | Аугуст Стинберг Крог (1874—1949)         | физиологија и медицина | За откриће механизма регулације пречника капилара. | —                                                                 | [ 17 ] |
| 6.  | 1922.  | Нильс Бор                 | Нилс Хенрик Давид Бор (1885—1962)        | физика                 | За заслуге у истраживању структуре атома и зрачења које они емитују. | —                                                                 | [ 18 ] |
| 7.  | 1926.  | Йоханнес Фибигер          | Јоханес Андреас Гриб Фибигер (1867—1928) | физиологија и медицина | За откриће карцинома изазваног Spiroptera-ом. | Саму награду Фибигер је примио годину дана касније, 1927. године  | [ 20 ] |
| 8.  | 1943.  | Хенрик Карл Петер Дам     | Хенрик Карл Петер Дам (1895—1976)        | физиологија и медицина | За откриће витамина К. | Награда је подељена са Едуардом Адалбертом Дојзијем.              | [ 21 ] |
| 9.  | 1944.  | Йоханнес Вильгельм Йенсен | Јоханес Вилхелм Јенсен (1873—1950)       | књижевност             | За ретку снагу и богатство поетске маште у комбинацији са интелектуалном радозналошћу и оригиналношћу креативног стила.                                                              | —                                                                 | [ 22 ] |
| 10. | 1975.  | Оге Нильс Бор             | Оге Нилс Бор (1922—2009)                 | физика                 | За откриће међусобне везе између колективног кретања и кретања појединачне честице у атомском језгру и развој теорије структуре атомског језгра засноване на тој вези.               | Награду су заједно добили Бен Рој Мотелсон и Лео Џејмс Рејнуотер. | [ 23 ] |
| 11. | 1975.  | Бен Рой Моттельсон        | Бен Рој Мотелсон (1926—2022)             | физика                 | За откриће међусобне везе између колективног кретања и кретања појединачне честице у атомском језгру и развој теорије структуре атомског језгра засноване на тој вези.               | Награду су заједно добили Оге Нилс Бор и Лео Џејмс Рејнуотер      | [ 23 ] |
| 12. | 1984.  | Нильс Ерне                | Нилс Кај Ерне (1911—1994)                | физиологија и медицина | За развој теорија специфичности и развоја имуног система и откриће принципа стварања моноклоналних антитела.                                                                         | Награду су заједно добили Георг Келер и Сезар Мильштајн           | [ 26 ] |
| 13. | 1997.  | Йенс Скоу                 | Јенс Кристијан Скоу (1918—2018)          | хемија                 | за откриће јон транспортног ензима, Na+K±ATРаза | Награда је подељена са Полом Бојером и Џоном Ернестом Вокером     | [ 27 ] |
| 14. | 2022.  | Мортен Мельдаль           | Мортен Петер Мелдал (рођ. 1954)          | хемија                 | За развој метода клик-хемије и биоортогоналне хемије. | Награду су заједно добили Каролин Бертози и Бари Шарплес.         | [ 28 ] |

## Напомена
1. ↑  Осим њих, лауреат Нобелове награде за књижевност као држављанин Немачког царства 1902. године био је Кристијан Матијас Теодор Момзен (нем. Christian Matthias Theodor Mommsen, 1817—1903), са образложењем „Једном од изузетних историјских писаца, чије дело обухвата монументарно дело као што је ‘Римска историја’“. Рођен је у Шлезвигу, који је тада био у посед Данске, а који је коначно прешао у састав Пруског краљевства 1866. године и заједно са њим у Немачко царство 1871. године.[9][10]
2. ↑  Осим њих, лауреат Нобелове награде за књижевност као држављанин Норвешке 1928. године била је Сигрид Унсет (норв. Sigrid Undset, 1882—1949), са образложењем „За запамћен опис скандинавског средњег века“. Рођена је у Данској у норвешко-данској породици која се у њеном детињству преселила у отаџбину оца, у Норвешку, која је тада била део Уједињених краљевстава Шведске и Норвешке (та унија је престала Карлстадским споразумом 1905. године)[11][12].
3. ↑  Рођен је на Фарским острвима, која од 1948. године имају широку аутономију у саставу Данског краљевства.[13]
4. ↑  Рођен је у САД. Данско држављанство је добио 1971. године.[24]
5. ↑  Рођен је у Великој Британији. Преселио се у Данску 1933. године.[25]